# Centena de Halmstad

Localización de la centena de Halmstad en Halland

La centena de Halmstad (en sueco: Halmstads härad) fue una centena  en la provincia histórica Halland, Suecia.
La centena estaba compuesta por las parroquias de Getinge, Harplinge, Holm, Kvibille, Rävinge, Slättåkra, Steninge, Söndrum, Vapnö y Övraby en el municipio de Halmstad y las parroquias de Kinnared y Torup en el municipio de Hylte.

Escuedo de la centena